# II. třída okresu Náchod 2015/2016
V soubojích fotbalové II. třídy okresu Náchod 2015/2016, jedné ze skupin 8. nejvyšší fotbalové soutěže, se utkalo 14 týmů dvoukolovým systémem podzim – jaro. Tento ročník skončil v červnu 2016. Postup do I. B třídy Královéhradeckého kraje 2016/2017 si zajistil vítězný tým FK Jaroměř „B“. Do III. třídy okresu Náchod 2016/2017 sestoupil poslední tým TJ Slovan Broumov „B“.

## Výsledná tabulka
| Poř. | Tým                          | Z  | V  | R | P  | VG  | OG | B  |
| ---- | ---------------------------- | -- | -- | - | -- | --- | -- | -- |
| 1.   | FK Jaroměř „B“               | 26 | 22 | 2 | 2  | 112 | 40 | 68 |
| 2.   | TJ Červený Kostelec „B“      | 26 | 17 | 4 | 5  | 86  | 48 | 55 |
| 3.   | TJ Sokol Hejtmánkovice       | 26 | 15 | 4 | 7  | 80  | 49 | 49 |
| 4.   | TJ Sokol Velká Jesenice      | 26 | 15 | 3 | 8  | 67  | 57 | 48 |
| 5.   | SK Babí                      | 26 | 15 | 1 | 10 | 75  | 52 | 46 |
| 6.   | FO Jiskra Veba Machov        | 26 | 12 | 5 | 9  | 64  | 57 | 41 |
| 7.   | TJ Lokomotiva Meziměstí      | 26 | 12 | 2 | 12 | 67  | 72 | 38 |
| 8.   | TJ Jiskra Česká Skalice      | 26 | 9  | 4 | 13 | 59  | 57 | 31 |
| 9.   | TJ Dolany                    | 26 | 7  | 6 | 13 | 52  | 66 | 27 |
| 10.  | TJ Velké Poříčí „B“          | 26 | 8  | 3 | 15 | 54  | 75 | 27 |
| 11.  | TJ Slavoj Teplice nad Metují | 26 | 8  | 3 | 15 | 44  | 84 | 27 |
| 12.  | TJ Sokol Mezilesí            | 26 | 7  | 3 | 16 | 38  | 73 | 24 |
| 13.  | TJ Velichovky                | 26 | 5  | 7 | 14 | 45  | 79 | 22 |
| 14.  | TJ Slovan Broumov „B“        | 26 | 6  | 1 | 19 | 55  | 89 | 19 |

Poznámky:
- Z = Odehrané zápasy; V = Vítězství; R = Remízy; P = Prohry; VG = Vstřelené góly; OG = Obdržené góly; B = Body; (S) = Mužstvo sestoupivší z vyšší soutěže; (N) = Mužstvo postoupivší z nižší soutěže (nováček)

|  | Postup do I. B třídy Královéhradeckého kraje 2016/2017 |
|  | Sestup do III. třídy okresu Náchod 2016/2017           |